# Hyperacrius wynnei
Hyperacrius wynnei là một loài động vật có vú trong họ Cricetidae, bộ Gặm nhấm. Loài này được Blanford mô tả năm 1881.